# Barbara Blaha Pfeiler
Barbara Blaha Pfeiler (* 1952 in Pierbach) ist eine österreichische Linguistin.

## Leben
Von 1973 bis 1985 studierte sie Romanistik (Spanisch und Französisch), Ethnologie und allgemeine Sprachwissenschaft an den Universitäten Salzburg und Wien. Nach der  Promotion 1987 an der Universität Wien lehrt sie seit 1988 als Professorin für allgemeine Sprachwissenschaft und Mayalinguistik an der Universidad Autónoma de Yucatán.
Ihre Forschungsschwerpunkte sind Soziolinguistik, Dialektologie (Spanisch und Maya) und Erstspracherwerb in Maya.

## Schriften (Auswahl)
- Los verbos mayas. La conjugación en el maya yucateco moderno. Mérida 1997, ISBN 968-7556-48-X.
- Cuentos mayas. Hannover 2003, OCLC 839773085.
- Jo’ots’ maak’. Geschichten, Legenden und Fabeln aus Yukatan. Hannover 2004, ISBN 3-922556-48-5.
- Voces Mayas. Ethnographische und soziolinguistische Aufzeichnungen zur Zweisprachigkeit in Yukatan. Graz 2012, ISBN 978-3-901519-34-5.